# Nicolás de Jesús López Rodríguez
Nicolás de Jesús López Rodríguez, dominikanski rimskokatoliški duhovnik, škof in kardinal, * 31. oktober 1936, Barranca (Dominikanska republika).

## Življenjepis
18. marca 1961 je prejel duhovniško posvečenje.
16. januarja 1978 je bil imenovan za škofa San Francisca de Macorís in 25. februarja istega leta je prejel škofovsko posvečenje.
15. novembra 1981 je bil imenovan za nadškofa Santo Dominga in 4. aprila 1982 za vojaškega škofa Dominikanske republike.
28. junija 1991 je bil povzdignjen v kardinala in imenovan za kardinal-duhovnika S. Pio X alla Balduina.